# Bénouville, Calvados
Bénouville là một xã trong tỉnh Calvados, thuộc vùng hành chính Normandie của nước Pháp, có dân số là 1766 người (thời điểm 1999). Xã nằm khoảng 10 km phía đông-bắc của thành phố Caen.

## Nhân khẩu học
| 1962 | 1968 | 1975 | 1982 | 1990  | 1999  |
| ---- | ---- | ---- | ---- | ----- | ----- |
| 724  | 739  | 827  | 828  | 1.258 | 1.741 |

## Thị trấn kết nghĩa
Bénouville kết nghĩa với:
- Lynton và Lynmouth, Vương quốc Anh